# 湖郡女子中学
湖郡女子中学（Virginia School）曾是美南监理会差会在中国湖州设立的一所女子学校。现位于今人民路东侧湖州市第一人民医院内北侧，为湖州市文物保护单位。

## 历史
湖郡女中历史可追溯到清光绪四年（1878）在江苏省嘉定县南翔镇创立的悦来书塾，后分男塾华英学堂和女塾文洁女塾（取自英文Virginia谐音）。1901年两校部分师生迁至湖州城内马军巷，1905年在海岛堂附近（今湖州市第一医院和湖州市第十二中学所在地域）建立新校舍，女塾位于西侧，中文校名改称湖郡女塾，英文校名未变。学校原只有小学部，1907年增设蒙养园（后改为幼稚园）和中学部，1927年更名为湖郡女子中学。湖郡女中和姐妹学校上海中西女中、苏州景海女校是监理会在中国开办的三大女校。
1952年12月，湖郡女中与监理会开设的另一所学校东吴大学吴兴附属中学合并，成立湖州初级中学，后发展为今湖州市第二中学（高中部，1998年迁址学士路）和湖州市第十二中学（初中部，高中部迁出后更为现名，仍在原址办学），原湖郡女中校址于1956年划入浙江省湖州师范学校（今湖州师范学院），1997年学校迁址，又转让与湖州市第一人民医院。

## 现状
原湖郡女中教学楼位于今人民路东侧湖州市第一人民医院内北侧，现存两幢东西相邻的两层西式建筑，外墙红褐相间，屋顶采用美国坡顶乡村别墅风格，西楼南侧门楣上镌刻有1905字样，现为医院医技楼（3号楼），为湖州市区仅存的大型西式建筑。

## 历任校长
1. 雷金贞（Lochie Rankin）
2. 高淑贞（Ella R Goffey）
3. 帅洁贞（Clara Stegar，任期最长的校长，1906-1922）
4. 傅希本（Sue Stanford）
5. 邵秀琳（首任华人校长）
6. 邱丽瑛

## 知名校友
- 王会悟（李达夫人，1918年以半工半读方式入湖郡女中学习英语）
- 毛彦文（熊希龄夫人）
- 张维桢（罗家伦夫人）
- 孔德沚（茅盾夫人）[4]